# Smeewo-Pass
Der Smeewo-Pass (bulgarisch проход Змеево prochod Smeewo) ist ein 1580 m hoher und vereister Bergsattel in den Sullivan Heights auf der Ostseite der Sentinel Range des Ellsworthgebirges im westantarktischen Ellsworthland. Er liegt 1,1 km nordnordwestlich des Mount Farrell sowie 3,35 km südlich des Mount Levack und ist Teil der Wasserscheide zwischen dem Pulpudeva- und dem Strinawa-Gletscher.
US-amerikanische Wissenschaftler kartierten ihn 1988. Die bulgarische Kommission für Antarktische Geographische Namen benannte ihn 2012 nach den Ortschaften Smeewo im Nordosten und Smejowo im Süden Bulgariens.